# Нечипуренко, Сергей Васильевич
Сергей Васильевич Нечепуренко() (1 января 1910, Тургайская область — 2 марта 1943, Тарановка, Харьковская область) — Герой Советского Союза, командир отделения 1-го стрелкового взвода 8-й роты 78-го гвардейского стрелкового полка 25-й гвардейской стрелковой дивизии, гвардии старшина.

## Биография
Родился 1 января 1910 года в селе Лукьяновка (ныне — Аулиекольский район, Костанайская область, Казахстан) в семье крестьянина. Украинец.
Жил в городе Харькове. Образование среднее.
Срочную службу проходил на Черноморском флоте с 1930 по 1933 годы.
Осенью 1941 года сержант был призван из запаса в 71-ю отдельную морскую стрелковую бригаду, которая в составе 1-й ударной армии участвовала в контрнаступлении под Москвой в декабре 1941 года.
5 января 1942 года приказом народного комиссара обороны 71-я бригада первой из морских стрелковых частей была преобразована во 2-ю гвардейскую стрелковую бригаду.
В январе 1942 года 1-я ударная армия была переброшена на Северо-Западный фронт, где гвардии старший сержант Нечипуренко участвовал в боях по окружению Демянской гитлеровской группировки.
24 апреля 1942 года 2-я гвардейская морская стрелковая бригада была переформирована в 25-ю гвардейскую стрелковую дивизию. Гвардии старший сержант Нечипуренко стал командиром отделения 1-го взвода 8-й роты 78-го гвардейского стрелкового полка.
С января по март 1943 года гвардии старшина Нечипуренко участвовал в Острогожско-Россошанской, Воронежско-Касторненской и Харьковской операциях, в ходе которых принимал участие в освобождении посёлков Селявное, Репьевка, а также города Старый Оскол. В феврале 1943 года он участвовал в боях за Харьков.
В феврале 1943 года немецкому командованию удалось создать на Харьковском направлении Воронежского фронта значительное превосходство в живой силе и технике и перейти в наступление с целью окружения советских войск в районе Валки — Харьков. 25-я гвардейская стрелковая дивизия срочно была переброшена из-под Харькова на рубеж Тарановка — Змиёв.
Стрелковому взводу 78-го гвардейского стрелкового полка под командованием лейтенанта Широнина, в составе которого было отделение гвардии старшины Нечипуренко, было поручено защищать железнодорожный переезд на шоссе Харьков — Лозовая у станции Беспаловка на южной окраине села Тарановка.
2 марта 1943 года после авиационной бомбардировки и артиллерийской подготовки позиции взвода лейтенанта Широнина атаковали свыше батальона пехоты противника при поддержке 30 единиц боевой техники (танков, САУ, бронетранспортёров).
В течение 5 суток широнинцы удерживали обороняемый участок, уничтожив 16 танков и около сотни вражеских солдат. 2 танка подбил гвардии старшина Нечипуренко, заменивший погибший расчёт единственной 45-мм противотанковой пушки.
В этом бою гвардии старшина Нечипуренко погиб.
Указом Президиума Верховного Совета СССР «О присвоении звания Героя Советского Союза начальствующему и рядовому составу Красной Армии» от 18 мая 1943 года за «образцовое выполнение боевых заданий командования на фронте борьбы с немецкими захватчиками и проявленные при этом отвагу и геройство» удостоен посмертно звания Героя Советского Союза.
Похоронен в братской могиле в селе Тарановка.

## Память
- Все 25 бойцов взвода, в том числе Сергей Васильевич Нечипуренко, были удостоены звания Героя Советского Союза. В селе Тарановка им воздвигнут памятник.
- В Кустанайской области именем Нечипуренко были названы улицы в посёлках Научный, Бускуль и Комсомолец, школа в Комсомольском районе[4].
- В посёлке Первомайском Челябинской области есть улица Нечипуренко